# More American Graffiti
More American Graffiti is een Amerikaanse filmkomedie uit 1979 onder regie van Bill L. Norton. Het is het vervolg op American Graffiti (1973), maar kende niet hetzelfde succes. Op Richard Dreyfuss na zijn de meeste castleden uit het origineel ook te zien in dit vervolg.

## Verhaal
Gedurende vier jaarwisselingen van 1964 tot en met 1967, wordt duidelijk hoe het verder ging met de vrienden die na hun afstuderen nog één laatste avond samen doorbrachten.

## Rolverdeling
| Acteur               | Personage       |
| -------------------- | --------------- |
| Bo Hopkins           |                 |
| Candy Clark          |                 |
| Paul Le Mat          |                 |
| Mackenzie Phillips   | Carol           |
| Cindy Williams       | Laurie Bolander |
| Charles Martin Smith |                 |
| Ron Howard           | Steve Bolander  |
| Harrison Ford        |                 |
| Scott Glenn          |                 |
| Rosanna Arquette     | Girl in Commune |
| Mary Kay Place       |                 |
| Wolfman Jack         |                 |
| Anna Bjorn           |                 |
| Mackenzie Phillips   | Rainbow         |
| Richard Bradford     |                 |